# Padáň
Padáň est un village de Slovaquie situé dans la région de Trnava.

## Histoire
Première mention écrite du village en 1254.

## Démographie

### Évolution de la population
| Année:               | 1994. | 2004.    | 2014.   | 2024.   |
| -------------------- | ----- | -------- | ------- | ------- |
| Nombre de personnes: | 769   | 895      | 881     | 889     |
| Différence:          |       | +16,38 % | -1,56 % | +0,90 % |

| Année:               | 2023. | 2024.   |
| -------------------- | ----- | ------- |
| Nombre de personnes: | 876   | 889     |
| Différence:          |       | +1,48 % |